# Aslambek Achmedowitsch Aslachanow

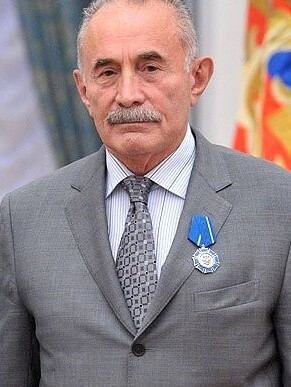
Aslambek Achmedowitsch Aslachanow

Aslambek Achmedowitsch Aslachanow (russisch Асламбек Ахмедович Аслаханов; * 11. März 1942 im Dorf Nowyje Atagi, Schalinski rajon, Tschetscheno-Inguschetien, UdSSR; † 11. August 2024 in Moskau, Russland) war ein russischer Politiker und Staatsmann.

## Leben
Aslachanow absolvierte 1967 ein Jurastudium an der Nationalen Pädagogischen Universität Charkiw. Nach dem Abschluss begann er eine Karriere im Innenministerium der Ukrainischen SSR. 1981 schloss er mit Auszeichnung ein Studium an der Akademie des Innenministeriums der UdSSR ab.
Mit dem Zusammenbruch der UdSSR schied Aslachanow im Rang eines General-Majors aus den Organen des Innenministeriums aus. 
Von 1992 bis zu seinem Tod war er Präsident der gesamtrussischen öffentlichen Organisation „Arbeitervereinigung der Strafverfolgungsbehörden und Geheimdienste Russlands“. 
Von 2000 bis 2003 saß Aslachanow als Abgeordneter in der Duma. Seit August 2003 fungierte er als Berater des russischen Präsidenten für die Region Nordkaukasus.
Zwischen 2008 und 2012 vertrat er die Regierung der Oblast Omsk im Föderationsrat.